# In a Major Way
In a Major Way es el segundo álbum del rapero E-40, lanzado el 14 de marzo de 1995 por Jive y Sick Wid It Records. El álbum incluye producciones de Kevin Gardner, Mike Mosley, Sam Bostic y Studio Ton. Alcanzó el número 2 en la lista Billboard Top R&B/Hip-Hop Albums y el 13 en la Billboard 200. En el álbum colaboran varios artistas como B-Legit y Suga-T de The Click, 2Pac, Mac Shawn, Spice 1, Celly Cel y Mac Mall.
Fueron lanzados tres videos musicales, incluyendo uno de ellos con Spice 1 y Mac Mall, de la canción "Dusted 'n' Disgusted", siendo reemplazado 2Pac (por entonces en prisión) por Celly Cel en esta versión del tema. Richie Rich hace un cameo en el video y dice unas palabras en la primera parte del video, además de vestir una camiseta que reza: "Free 2Pac" ("Liberen a 2Pac"). Los sencillos "Sprinkle Me", con Suga-T, y "1 Luv", con Levitti, también cuentan con video musical.

## Lista de canciones
1. "Intro"
2. "Chip in da Phone"
3. "Da Bumble"
4. "Sideways" (con B-Legit & Mac Shawn)
5. "Spittin"
6. "Sprinkle Me" (con Suga-T)
7. "Outta Bounds"
8. "Dusted 'n' Disgusted" (con 2Pac, Spice 1 & Mac Mall)
9. "1 Luv" (con Levitti)
10. "Smoke 'n Drank"
11. "Day Ain't No"
12. "Fed Ex" (con Suga-T)
13. "H.I. Double L." (con Celly Cel & B-Legit)
14. "Bootsee"
15. "It's All Bad" (con Lil E)
16. "Outro"

## Posicionamiento
Álbum
| Lista (1995)                          | Máxima posición |
| ------------------------------------- | --------------- |
| U.S. Billboard 200                    | 13              |
| U.S. Billboard Top R&B/Hip-Hop Albums | 2               |

Sencillos
| Canción       | Lista (1995)                           | Máxima posición |
| ------------- | -------------------------------------- | --------------- |
| "1-Luv"       | U.S. Billboard Hot 100                 | 71              |
| "1-Luv"       | U.S. Billboard Hot R&B/Hip-Hop Songs   | 51              |
| "1-Luv"       | U.S. Billboard Rap Songs               | 4               |
| "Sprinkle Me" | U.S. Billboard Hot 100                 | 44              |
| "Sprinkle Me" | U.S. Billboard Hot Dance Singles Sales | 14              |
| "Sprinkle Me" | U.S. Billboard Hot R&B/Hip-Hop Songs   | 24              |
| "Sprinkle Me" | U.S. Billboard Rap Songs               | 5               |
| "Sprinkle Me" | U.S. Billboard Rhythmic Airplay Chart  | 27              |